# Station Livron
Station Livron is een spoorwegstation in de Franse gemeente Livron-sur-Drôme.